# Ike McKay
Ike McKay (Isla Gabriola; 2 de agosto de 1948) es un exdelantero canadiense de fútbol.

## Trayectoria
Formado en fútbol con los representantes de la Universidad de Victoria y Alberta, de 1966 a 1968 jugó en el Victoria O'Keefe. En 1968 fue contratado por los Vancouver Royals, un equipo involucrado en la primera edición de la North American Soccer League.
Tras la experiencia con los Royals, vuelve a jugar en las ligas menores de British Columbia. Luego jugó tres temporadas con Portland Timbers, anotando 3 goles en 10 partidos en 1976, 1 gol en 16 partidos en 1977 y 2 asistencias en 24 partidos en 1978.

## Selección nacional
Jugó nueve veces, anotando un gol para la selección de Canadá. Estuvo en cuatro partidos de clasificación para la Copa Mundial de la FIFA 1974 en 1972, anotando un gol contra Estados Unidos en el empate 2-2.
También fue miembro del equipo olímpico, jugando en el torneo de fútbol de los V Juegos Panamericanos, terminando en cuarto lugar, perdiendo por el tercer lugar ante Trinidad y Tobago. De igual manera, jugó fútbol sala en la Copa Panamericana de 1983.

### Participaciones en Campeonatos Concacaf
| Copa                                          | Sede   | Resultado     | Part. | Goles |
| --------------------------------------------- | ------ | ------------- | ----- | ----- |
| Campeonato de Naciones de la Concacaf de 1977 | México | Cuarto puesto | 4     | 0     |

## Clubes
| Club                  | País           | Año       |
| --------------------- | -------------- | --------- |
| Victoria O'Keefe      | Canadá         | 1966-1968 |
| Vancouver Royals      | Canadá         | 1968      |
| Vancouver Spartans    | Canadá         | 1969      |
| Victoria United       | Canadá         | 1970-1971 |
| Victoria Regals       | Canadá         | 1972      |
| New Westminster Blues | Canadá         | 1973      |
| London Boxing Club    | Canadá         | 1973-1975 |
| Portland Timbers      | Estados Unidos | 1976-1978 |